# Sacecorbo
Sacecorbo – gmina w Hiszpanii, w prowincji Guadalajara, w Kastylii-La Mancha, o powierzchni 72,44 km². W 2011 roku gmina liczyła 109 mieszkańców.